# Síndrome faloidiano
El síndrome faloidiano es causado por la ingesta de material de las especies Amanita phalloides, A. verna, A. virosa, Galerina marginata y otras pertenecientes al género Galerina. Da lugar a una alta mortandad. Las amanitas, especialmente A. phalloides, son responsables de más del 90% de las muertes por intoxicación por setas.
Es suficiente un ejemplar mediano de Amanita y entre 12 y 30 de Galerina para matar a una persona.
Los síntomas tardan entre 6 y 40 horas en aparecer, y aparecen en forma de vómitos dolorosos, diarrea con dolores cólicos, calambres, pulso débil etc., que desaparecen durante unas horas para volver con más fuerza. La muerte sobreviene entre los 2 y 20 días después de la intoxicación.

## Fases de la intoxicación
El proceso de intoxicación tiene tres partes: gastrointestinal, remisión aparente y hepática.
- Durante el proceso gastrointestinal aparecen síntomas de una gastroenteritis aparatosa, con vómitos continuos y diarrea abundante y maloliente (a veces con sangre). Se producen dolores fuertes de estómago y sudores. Provoca deshidratación, mucha sed, mucosas secas, debilidad, calambres dolorosos, ojos hundidos, pulso débil y acelerado. Este proceso suele durar dos días y puede desencadenar la muerte por parada cardíaca por falta de potasio. Por supuesto si notas cualquiera de estos síntomas después de haber ingerido setas, acude urgentemente al centro sanitario más próximo, el tiempo transcurrido desde su ingestión hasta aplicar un tratamiento puede ser crítico.

- Posteriormente hay un proceso de remisión aparente de los síntomas, que suele durar algunas horas. Pero mucho cuidado este proceso es el normal y no hay que pensar en ningún momento que todo ha acabado, muy al contrario el enfermo deberá estar permanentemente vigilado, ya que un abandono terapéutico en esta fase puede ser fatal.

- La tercera fase o hepática es la más grave de todas, la toxinas de la seta atacan el hígado y como consecuencia provoca una hepatitis con un aumento doloroso del tamaño del hígado, ictericia, hemorragias, aumento de las transaminasas, alteraciones de la glucemia, etc.

En cualquiera de las fases puede haber una insuficiencia renal, con ausencia de orina. A veces también trastornos cardiacos, bronquiales, pulmonares o pancreatitis. La muerte se produce, si no se aplicó tratamiento, como consecuencia de hemorragias internas o por coma hepático. Todo ello depende de muchos factores: la resistencia del paciente, la edad y la cantidad de setas ingeridas.
Lo que es fundamental es acudir a un hospital en cuanto se noten los primeros síntomas.

## Formas de Intoxicación
- Intoxicaciones por Lepiota: Las producen la Lepiota helveola y otras lepiotas de pequeño tamaño cuya carne enrojece levemente. Los síntomas aparecen entre las 5 y 15 horas de la ingestión, son parecidos a los del síndrome faloidiano y pueden ser mortales.

- Intoxicaciones por Cortinarius Orellanus: Puede tardar hasta 14 días en presentar síntomas parecidos a los descritos y la muerte sobreviene en unas semanas.

- Intoxicación por Paxillus involutus: Esta seta se ha consumido durante mucho tiempo, siempre muy frita, pero ha causado muertes en algunos lugares. Al parecer puede producirse un efecto acumulativo que provocaría una reacción alérgica a alguna proteína de la seta. Los síntomas comienzan entre 20 minutos y 4 horas tras la ingestión. Ataca principalmente al riñón, además de al hígado, corazón, músculos y glóbulos rojos.

- Intoxicación por Gyromitra esculenta: Esta seta se come mucho en el norte de Europa muy cocida o desecada. No obstante ha provocado muertes extrañas debido a una sustancia llamada giromitrina, que es muy tóxica al vapor o en solución acuosa y puede provocar intoxicaciones por inhalación, además, su dosis letal está muy próxima a la inocua, y el contenido de la toxina es muy variable, por lo que puede comerse sin presentar síntomas o provocando una grave intoxicación. Por otra parte tiene efectos carcinógenos sobre el hígado. Los síntomas aparecen entre los 2 y 20 horas de la ingestión con vómitos, diarreas, calambres, fiebre, etc. Finalmente se produce el coma y la muerte al cabo de 2, 3 o 4 días.